# Língua melpa
Melpa (tambémMedlpa) é uma língua falada por cerca de 130 mil pessoas, predominantemente em Mount Hagen e arredores de Terras Altas Ocidental, Papua-Nova Guiné.
Trata-se de uma língua pandanus usada na colheita de nozes karuka.
Melpa apresenta um som consoante fricativo lateral velar surdo escrito como el (Ⱡ, ⱡ) com barra dupla. É notável por seu sistema de contagem binário.

## Fonologia

### Consoantes
|                         | Labial  | Dental  | Alveolar | Palatal | Velar   |
| ----------------------- | ------- | ------- | -------- | ------- | ------- |
| Oclusiva surda          | p       | t̪ ⟨t⟩   | t        |         | k       |
| Oclusiva pré-nasalizada | ᵐb <mb> | ⁿd̪ <nd> | ⁿd <nd>  |         | ᵑɡ <ng> |
| Nasal                   | m       | n̪ ⟨n⟩   | n        |         | ŋ <ng>  |
| Rótica                  |         |         | r~ɾ ⟨r⟩  |         |         |
| Lateral                 |         | l̪d̪ <ld> | l        |         | ʟ~ʟ̝̊ <ⱡ> |
| Aproximante             | w       |         |          | j ⟨y⟩   |         |

### Vogais
|               | Anterior | Central | Medial |
| ------------- | -------- | ------- | ------ |
| Fechada       | i        | ɨ <ʉ>   | u      |
| Quase fechada | ɪ        |         | ʊ      |
| Medial        | e        |         | o      |
| Aberta        |          | a       |        |

## Numeração
| Decimal | Medlpa             | Interpretação         |
| ------- | ------------------ | --------------------- |
| 1       | tenda              | "um"                  |
| 2       | ragl               | "dois"                |
| 3       | ragltika           | "dois-um"             |
| 4       | tembokak           | "quatro"              |
| 5       | pömp tsi gudl      | "um após quatro"      |
| 6       | pömp ragl gudl     | "dois após quatro"    |
| 7       | pömp ragltika gudl | "dois-um após quatro" |
| 8       | engak              | "oito"                |
| 9       | pömp tsi pip       | "um após oito"        |
| 10      | pömp ragl pip      | "dois após oito"      |

Observa-se a importância dos números dois, quatro e oito

## Melpa language in films
Temboka, um dialeto de Melpa, é a língua nativa da tribo Ganiga, que participou com destaque na de documentários Trilogia Highlands de Robin Anderson e Bob Connolly (Primeiro contato (filme de 1983), Os vizinhos de Joe Leahy, e Black Harvest (filme de 1992)).
No documentário Ongka's Big Moka há um diálogo em Melpa.